# Bīrboneh-ye Bālā
Bīrboneh-ye Bālā är en ort i Iran.   Den ligger i provinsen Gilan, i den norra delen av landet, 220 km nordväst om huvudstaden Teheran. Antalet invånare är 111.
Terrängen runt Bīrboneh-ye Bālā är platt, och sluttar norrut. Runt Bīrboneh-ye Bālā är det ganska tätbefolkat, med 155 invånare per kvadratkilometer. Närmaste större samhälle är Lāhījān, 9,2 km öster om Bīrboneh-ye Bālā. Trakten runt Bīrboneh-ye Bālā består till största delen av jordbruksmark.